# Octávio Moraes
Octávio Sérgio da Costa Moraes, bekannt als Octávio Moraes, oft auch nur als Octávio (* 9. Juli 1923 in Belém (Pará), Brasilien; † 19. Oktober 2009 in Rio de Janeiro) war ein brasilianischer Fußballspieler, der bei Botafogo FR spielte.

Octávio Moraes spielte von 1942 bis 1953 beim Rio de Janeiro Spitzenverein Botafogo FR. In 200 Partien für den Klub erzielte er 174 Treffer. Er war Mitglied der ersten Mannschaft, die nach der 1942 erfolgten Fusion von Botafogo FC und CR Botafogo zum Botafogo FR 1948 – nach drei Vizemeisterschaften in Serie – unter Trainer Zezé Moreira die erste Staatsmeisterschaft von Rio de Janeiro für den Verein einfuhr. Der Stürmer zählte nach dem Abschied des umstrittenen  Heleno de Freitas neben Sílvio Pirilo und Paraguaio zu den Leistungsträgern der Mannschaft und war zusammen mit Orlando vom Fluminense FC mit 21 Treffern Torschützenkönig des Wettbewerbes.
1949 gab er sein Debüt für die brasilianische Fußballnationalmannschaft, für die er vier Spiele absolvierte. Er erzielte seinen einzigen Treffer für die Seleção im Verlauf der Copa América 1949, die er mit Brasilien gewann, wenngleich er im Entscheidungsspiel gegen Paraguay nicht zum Einsatz kam.
Octávio Moraes wird allgemein als einer der Pioniere des Footvolley an den Stränden von Rio de Janeiro – dort heute schier allgegenwärtig – angesehen. Er hatte auch berufliche Erfolge als Architekt und Komponist. Seine Mutter Eneida de Moraes war eine bekannte Schriftstellerin und Journalistin. Zudem war er Präsident der Spielergewerkschaft AGAP, der Associação de Garantia ao Atleta Profissional, der heutigen SAFERJ – Sindicato dos Atletas de Futebol do Estado do Rio de Janeiro.
In späteren Jahren arbeitete Octávio Maoraes als Kolumnist für die renommierte Tageszeitung Jornal do Brasil. Octávio Moraes verstarb am 19. Oktober 2009 im Alter von 86 Jahren in Rio de Janeiro infolge von Komplikationen nach einem Beinbruch.

## Statistische Karriereübersicht

### Vereine
- Fußballnationalmannschaft von Brasilien: 1949 (4 Spiele / 1 Tor)
- Botafogo FR: 1942–1953 (200 Spiele / 174 Tore)

### Erfolge
- Copa América: 1949
- Staatsmeisterschaft von Rio de Janeiro: 1948